# Marit van Ede
Marit van Ede (Nieuwegein, 26 december 2001) is een Nederlandse handbalster die uitkomt voor Vlug en Lenig en ook actief is in het beachhandbal. 

## Biografie

### Handbal
Van Ede begon met handballen in haar woonplaats Nieuwegein. Op tienjarige leeftijd ging ze voor FIQAS Aalsmeer spelen. Deze club verliet ze in 2018 voor een overstap naar Vlug en Lenig uit Geleen. Aldaar speelt ze onder andere samen met haar beachhandbalploeggenote Marit Crajé. Met deze club wist Van Ede in 2019 een vijfde plaats te behalen in de competitie. In 2020 werd het seizoen afgelast wegens de coronapandemie toen Vlug en Lenig op een zevende plaats stonden in de degradatieronde.

### Beachhandbal

#### Junioren

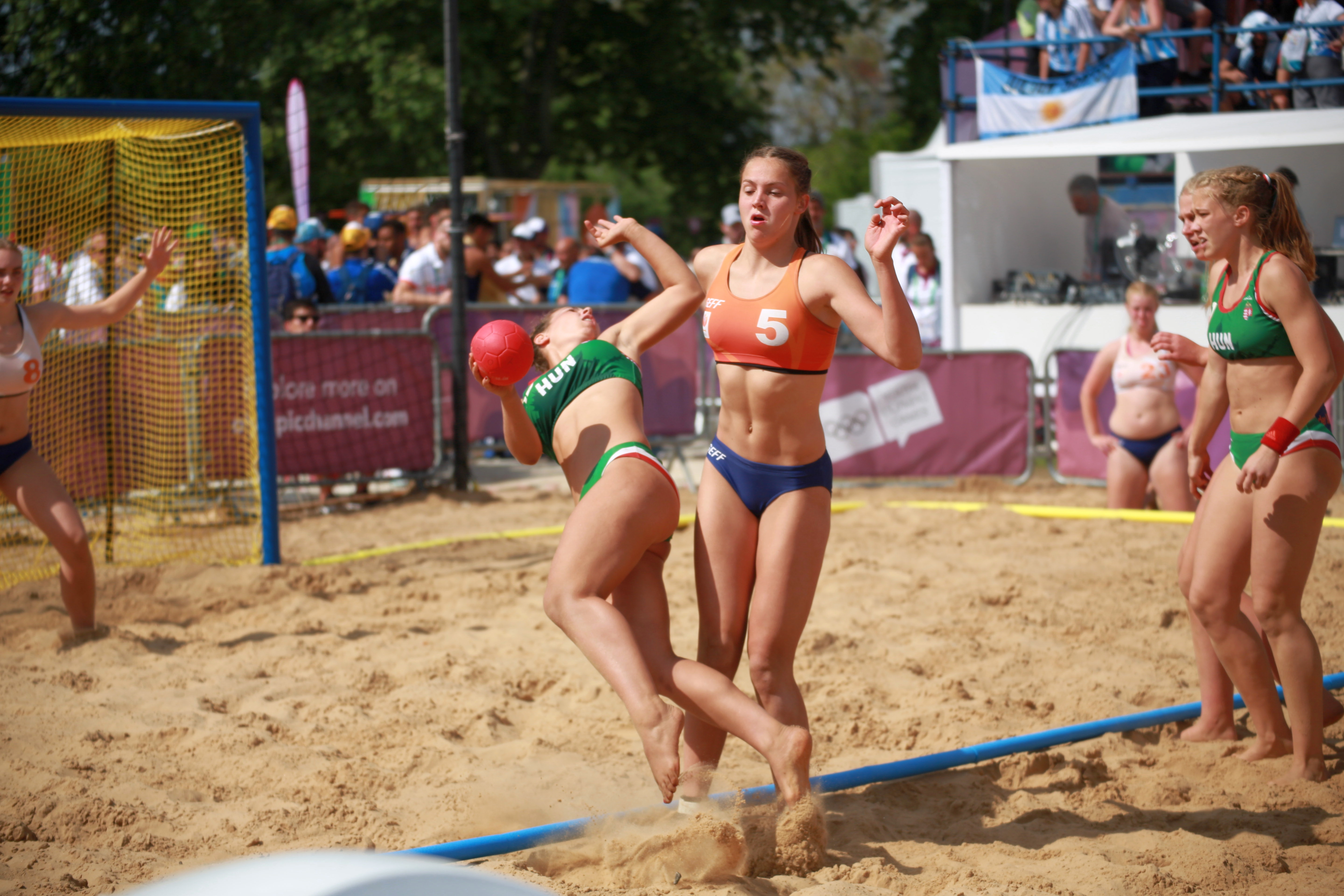
Van Ede op de Olympische jeugdzomerspelen

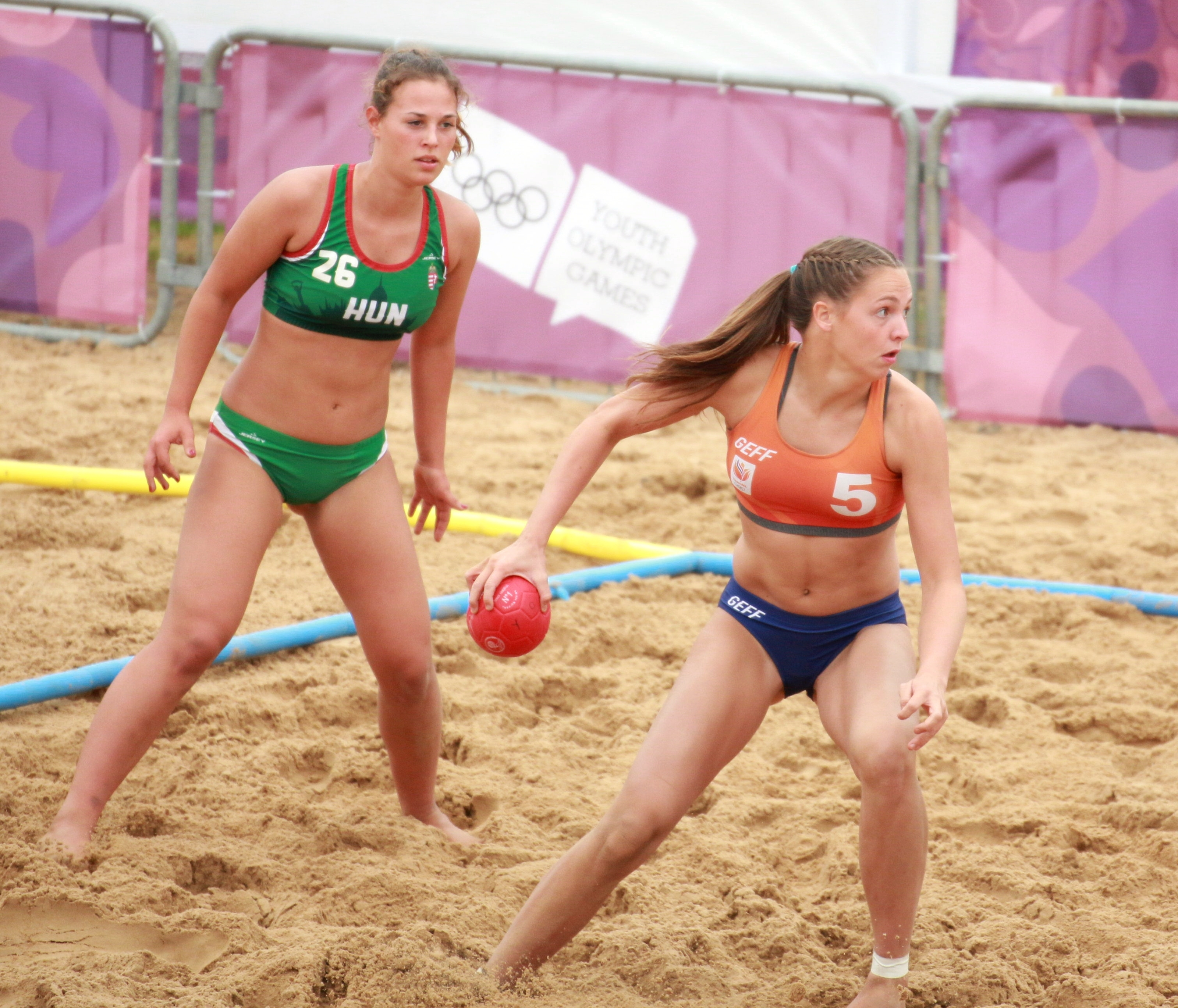
Van Ede tijdens de wedstrijd tegen Hongarije op de Olympische jeugdzomerspelen

Van Ede was in 2017 onderdeel van de handbalploeg actief op het EK -17 aan het Jarunmeer, nabij Zagreb in Kroatië. In de eerste ronde werden Oekraïne, Roemenië, Polen en Duitsland aan de zegekar gebonden. Tegen Hongarije won Nederland opnieuw, zij het door middel van een shoot-out. Van Ede was in de voorrondes topscorer door acht en tien doelpunten te maken tegen Duitsland en Hongarije. Ongeslagen trad Nederland in de kwartfinale aan tegen Litouwen, dat eveneens werd verslagen. In de halve finales werd afgerekend met Duitsland door middel van een shout-out. Van Ede was hierin topscoorster van Nederland met achttien doelpunten. Na een zwaarbevochten overwinning op Portugal in de finale waren Van Ede en haar teamgenoten opnieuw Europees kampioen. Met elf treffers was Van Ede opnieuw topscorer van Nederland in de finale.
Een maand later nam Van Ede eveneens deel aan het WK -17 in Flic-en-Flac, Mauritius. Na een overwinning op Taiwan, plaatsen Van Ede en haar leeftijdsgenoten zich al voor de volgende ronde door het terugtrekken van Togo en Brazilië uit het toernooi. In de volgende ronde werden Argentinië, Kroatië en Hongarije verslagen. In de kwartfinale werd afgerekend met Thailand, waarna een nieuwe ontmoeting met Argentinië wederom werd omgezet in een overwinning. In de finale stond Nederland opnieuw tegenover Hongarije, die in een shoot-out werd verloren. Hierdoor grepen Van Ede en haar leeftijdsgenoten naast de wereldtitel.
Op het EK -18 in Ulcinj, Montenegro, maakte Van Ede opnieuw deel uit van de Nederlandse selectie. De drie groepswedstrijden werden eenvoudig omgezet in overwinningen op Oekraïne, Montenegro en Litouwen. Tegen Oekraïne was Van Ede na Lynn Klesser topscorer met negen punten. Tegen Litouwen maakte Van Ede zeventien punten, de meeste het Nederlandse team. Zonder puntverlies behaalde Nederland de knock-outfase waarin Kroatië wachtte in de kwartfinales. Deze wedstrijd werd, ondanks dat Van Ede door twee tijdstraffen de wedstrijd niet mocht uitspelen, in winst omgezet. Nadat ook Duitsland was verslagen in de halve finales, mede door gedeeltelijk topscoorster Van Ede met tien doelpunten samen met Nyah Metz, wachtte Hongarije in de finale. Deze wedstrijd ging verloren, ondanks dat Van Ede opnieuw gedeeld topscorer was van Nederland samen met Klesser. Van Ede werd uitgeroepen tot 'beste speelster van het toernooi'.
Op de Olympische Jeugdzomerspelen 2018 in Buenos Aires, Argentinië was Van Ede opnieuw als een van de veldspeelsters van de partij. In de eerste overwinning op Paraguay speelde Van Ede een onopvallende wedstrijd. In de wedstrijden daarna tegen Hong Kong was Van Ede weer op dreef en maakte ze veertien doelpunten, gaf ze vijf assists en kreeg ze een tijdstraf. Vervolgens werden ook Italië en Venezuela aan de Nederlandse zegekar gebonden. In het laatste voorrondeduel tegen Venezuela was Van Ede met twaalf doelpunten topscoorster achter Amber van der Meij. In de hoofdronde trof Nederland allereerst de Chinese Taipei, dat na een shoot-out werd verslagen. In deze wedstrijd en de volgende wedstrijd tegen Kroatië speelde Van Ede meer verdedigend. De wedstrijd tegen de Kroatische vrouwen ging in twee sets verloren, waarna de strijd om de bronzen medaille tegen Hongarije volgde. Ook tegen de Hongaren leden Van Ede en haar ploeggenoten een nederlaag. Ondanks het mislopen van een medaille had Van Ede persoonlijk een succesvol toernooi met 50 doelpunten en 13 assists.

#### Senioren

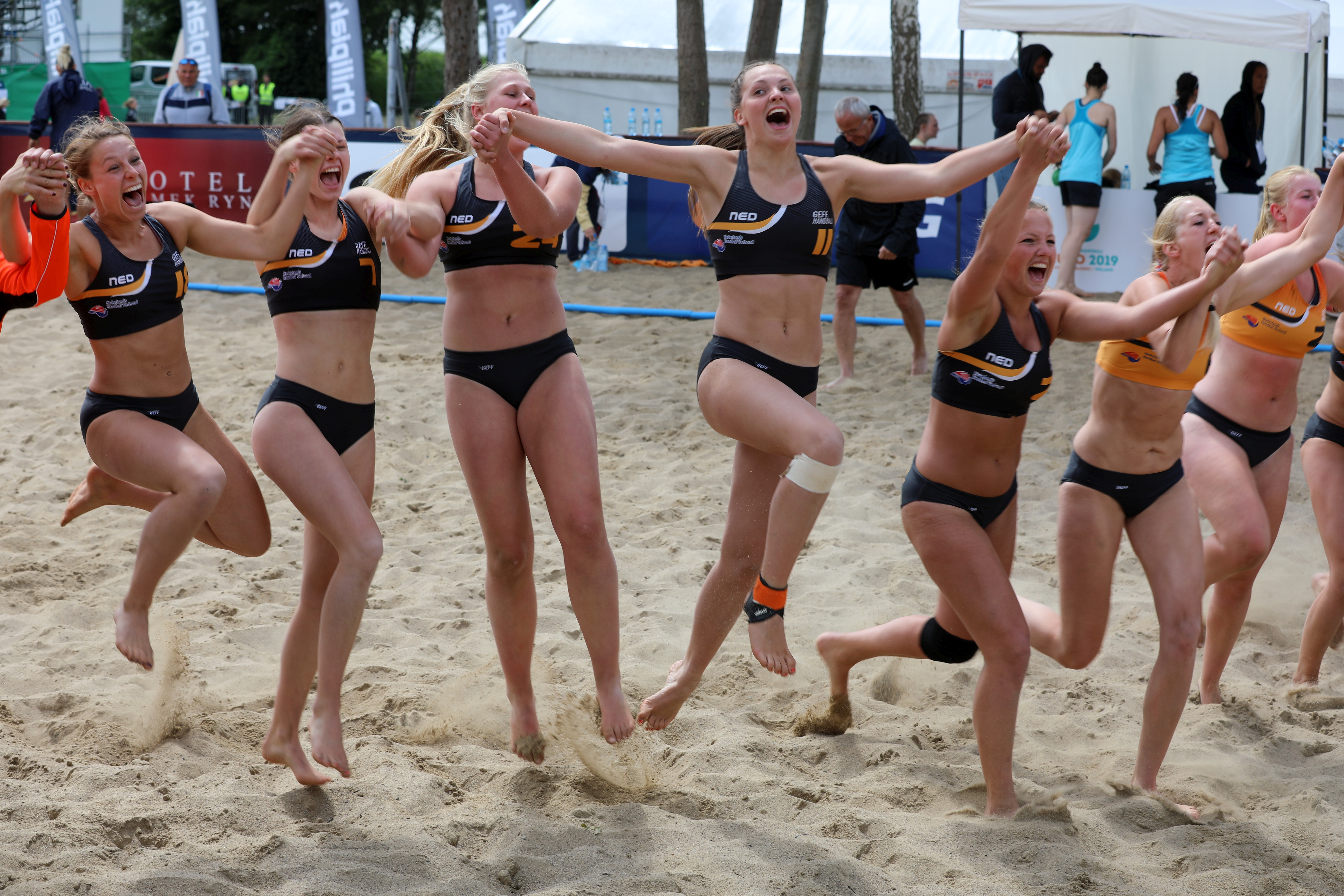
Van Ede en haar ploeggenoten vieren de overwinning op Hongarije op het EK beachhandbal 2019

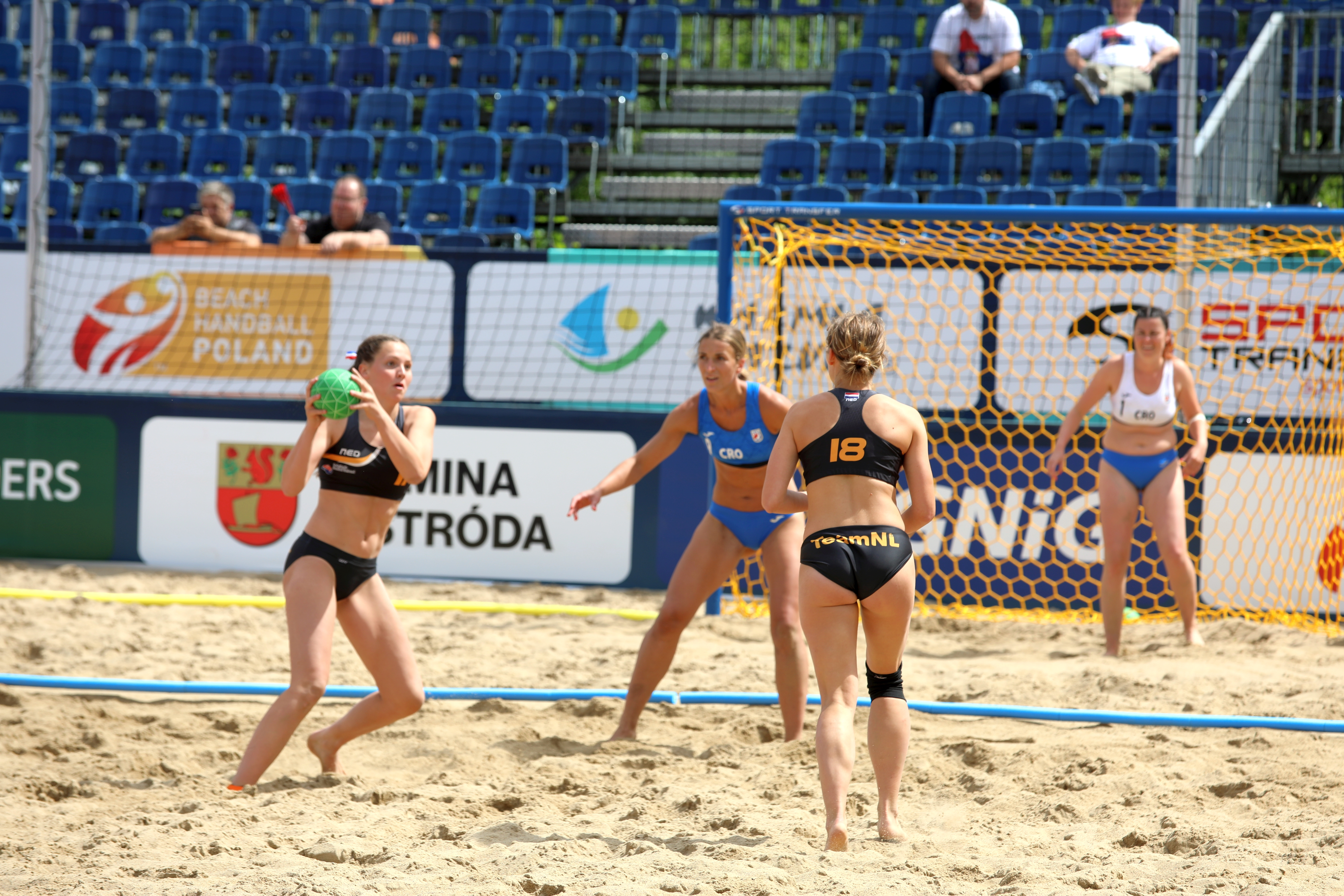
Van Ede samen met Isabel Barnard tijdens de finale tegen Kroatië om de bronzen medaille op het EK beachhandbal 2019

In 2019 maakte Van Ede onderdeel uit van de selectie van het EK beachhandbal in Stare Jabłonki, Polen. Ze maakte samen met Lisanne Bakker, Amber van der Meij en Lynn Klesser de overstap van de junioren naar senioren. Klesser viel echter vlak voor het toernooi nog af. In de voorronde versloeg Nederland Roemenië en Turkije. Van Ede was met tien doelpunten na Isabel Barnard en Krista Mol de beste werper van het team. Tegen Kroatië leden Van Ede en haar ploeggenoten de eerste nederlaag. In de daaropvolgende wedstrijd, waarin Van Ede geen minuten maakte, werd Noorwegen na een shoot-out verslagen. Nederland plaatste zich als tweede, achter Noorwegen, voor de hoofdronde. In de eerste wedstrijd tegen Polen won Nederland eenvoudig ondanks het opnieuw niet meespelen van Van Ede. In de volgende wedstrijd trof Nederland opnieuw Hongarije, dat ditmaal wel werd verslagen. Van Ede was ditmaal wel van de partij. De volgende wedstrijd, een overwinning op Portugal, was Van Ede succesvol door elf doelpunten te maken. Nederland ging achter Kroatië door naar de kwartfinales, waarin Griekenland werd verslagen in een shoot-out. In de halve finale trof Nederland opnieuw Hongarije, waarvan in twee sets werd verloren. In de wedstrijd om de bronzen medaille versloegen Van Ede en haar landgenoten Kroatië, waardoor Nederland met de bronzen medaille aan de haal ging. Van Ede kwam in deze wedstrijd wel in actie, in tegenstelling tot de halve finale tegen Hongarije.
In 2021 trad Van Ede opnieuw aan op het EK beachhandbal, ditmaal in Varna, Bulgarije. Hier moeten ze de eindoverwinning aan de Deense vrouwen laten. Drie jaar later trad Van Ede aan op het WK beachhandbal in Pingtan, China. Hier werd in de strijd om de bronzen medaille Denemarken verslagen, waardoor Van Ede opnieuw de bronzen medaille won.

## Onderscheidingen

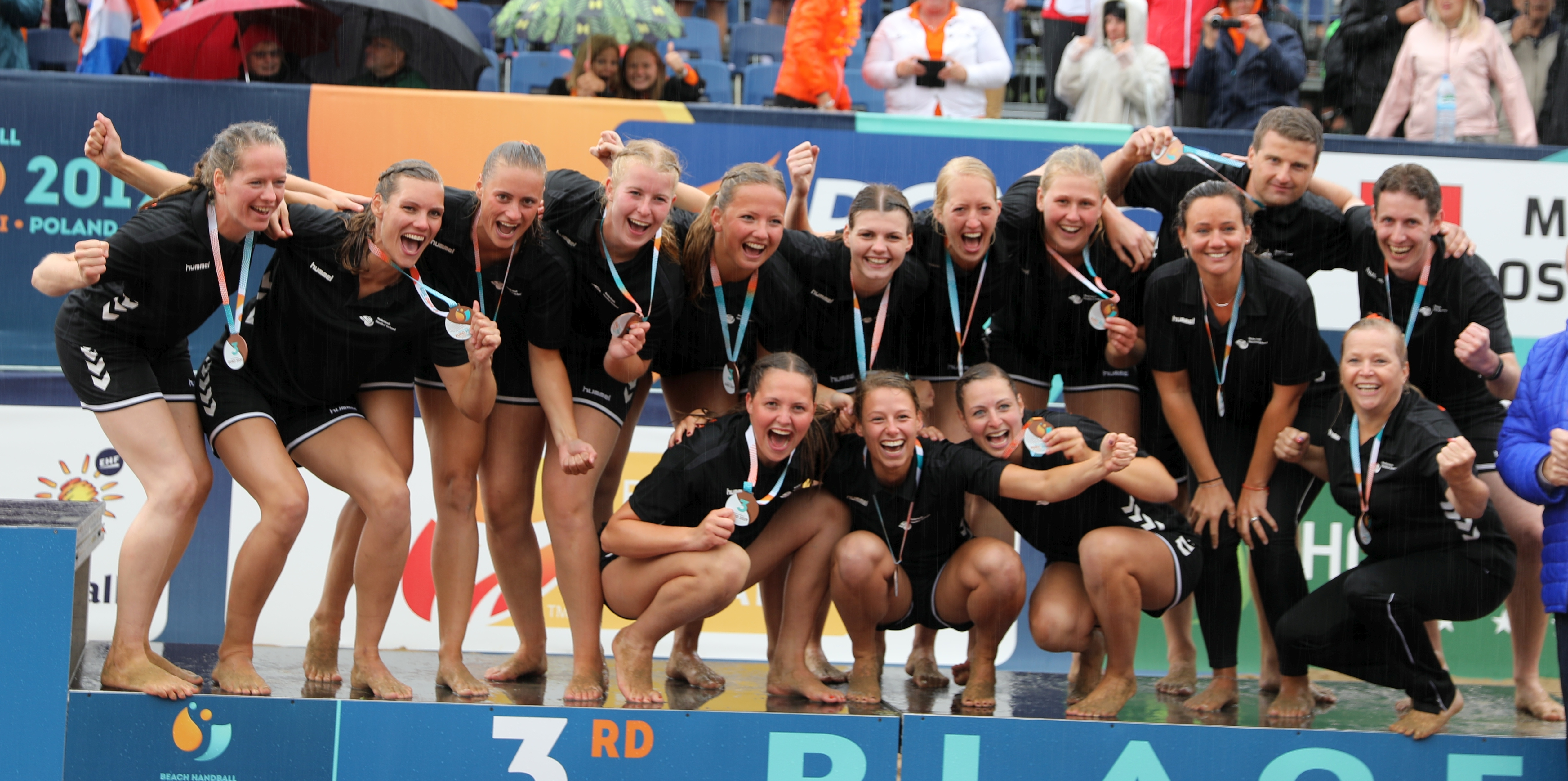
Het Nederlandse team met de bronzen medaille op het EK beachhandbal in 2019

- - WK beachhandbal (2024)
- - EK beachhandbal (2019)
- - WK junioren beachhandbal (2017)
- Vierde plaats - Olympische Jeugdzomerspelen (2018)
- - EK -17 (2017)
- - EK -17 (2018)